# Nianfors församling
Nianfors församling var en församling i Uppsala stift och i Hudiksvalls kommun i Gävleborgs län. Församlingen uppgick 1985 i Njutångers församling.

## Administrativ historik
Församlingen bildades 12 juni 1798 som en utbrytning ur Njutångers, Enångers, Forsa och Arbrå församlingar. Församlingen var inledningsmässigt en kapellförsamling för att 1 april 1922 bli annexförsamling. 
Församlingen var till 1 maj 1915 annexförsamling i pastoratet Enånger, Njutånger och Nianfors. Från 1 maj 1915 till 1985 annexförsamling i pastoratet Njutånger och Nianfors. Nianfors församling återgick in i denna Njutångers församling 1985.
Församlingskoden var 218406.

## Kyrkor
- Nianfors kyrka